# Comuna Tarutino Nou, Tarutino
Tarutino Nou (în ucraineană Нове Тарутине, transliterat: Nove Tarutîne) este o comună în raionul Tarutino, regiunea Odesa, Ucraina, formată din satele Andreeni, Bulațeni, Colbarâș, Oleksiivka, Pidhirne, Plăcinta și Tarutino Nou (reședința).

## Demografie
Componența lingvistică a comunei Tarutino Nou
     Ucraineană (50%)
     Rusă (19,49%)
     Română (15,38%)
     Bulgară (13,59%)
     Alte limbi (0,52%)
Conform recensământului din 2001, majoritatea populației comunei Tarutino Nou era vorbitoare de ucraineană (50%), existând în minoritate și vorbitori de rusă (19,49%), română (15,38%) și bulgară (13,59%).